# Ludvík VII. Francouzský
Ludvík VII. Francouzský (1120/1121? — 18. září 1180 Paříž) byl francouzský král (1137–1180) z dynastie Kapetovců, syn Ludvíka VI. a Adély z Maurienne, korunován v roce 1131 v Remeši.
Jako patnáctiletý se oženil s dědičkou Akvitánie Eleonorou a o rok později, po otcově smrti, se stal francouzským králem. V letech 1147–1149 se spolu se svou manželkou zúčastnil druhé křížové výpravy do Svaté země. Během výpravy došlo mezi oběma manžely k odcizení, které vyvrcholilo v roce 1152 jejich rozvodem. Eleonora se pak vdala za anglického Jindřicha II. Plantageneta a francouzskému králi tak vznikla mocná konkurence vládců anjouovské říše. Teprve třetí žena Adéla ze Champagne dala Ludvíkovi mužského potomka Filipa, kterému se později podařilo ovládnout anjouovské državy ve Francii. Za vlády Ludvíka VII. působil opat Suger, ideový tvůrce gotické architektury, vznikla Pařížská univerzita a začala stavba katedrály Notre-Dame.

## Život

### Dětství a mládí
Narodil se jako druhý syn francouzského krále Ludvíka VI. a jeho manželky Adély z Maurienne v roce 1120 nebo 1121. Protože jako mladší syn se neměl stát králem, dostalo se mu vzdělání na katedrální škole v Paříži, kde se připravoval pro svou pravděpodobnou církevní kariéru. Teprve nešťastná smrt jeho staršího bratra a následníka trůnu Filipa 13. října 1131 způsobila, že se stal následníkem trůnu.
| „                 | Byl tak zbožný, tak spravedlivý, katolický a dobrotivý, že kdybys viděl prostotu jeho chování i oblékání, pomyslel by sis, dříve ho neznaje, že to není král, ale mnich. Miloval spravedlnost a chránil slabé. | “ |
| — Štěpán z Paříže | |   |

### Sňatek s Eleonorou Akvitánskou

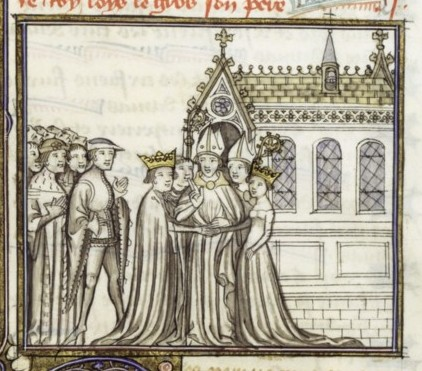
Svatební obřad s francouzským králem (středověká iluminace)

Po smrti svého otce nastoupil jako šestnáctiletý na francouzský trůn. Oženil se s Eleonorou, dcerou a jedinou dědičkou akvitánského vévody Viléma X. Zbožný král se do Eleonory zamiloval, ona o něm tvrdila, že je „spíš mnich než král“.
| „                   | Touha mladého Kapetovce byla uvězněna v těsné síti... a nebylo divu, neboť tělesné půvaby, jimiž Aliénor byla obdařena, byly velké... | “ |
| — Vilém z Newburghu | |   |

Sňatkem velmi posílil své postavení hlavně ve vztahu k anglickým králům, svým největším protivníkům. Po nástupu na trůn se brzy vymanil z vlivu své matky. Počáteční léta vlády byla ve znamení sporů s představiteli mocných severofrancouzských rodů a také církve. Vše se změnilo, když se Ludvík rozhodl k účasti na křížové výpravě.

### Druhá křížová výprava
O Vánocích roku 1145 na sněmu v Bourges oznámil, že se vydá na ozbrojenou výpravu do Svaté země, aby vojensky podpořil tamní křesťanské státy oslabené zejména po ztrátě Edessy v roce 1144. Situace byla složitá, protože Ludvík jakoby ignoroval autoritu papeže a jeho nárok na vyhlášení křížové výpravy. Problematickou situaci odstranila až přímá jednání krále s papežskou kurií. A tak 1. března 1146 papež Evžen III. vydal bulu, ve které se prohlásil za původce výpravy a pověřil Bernarda z Clairvaux jejím vyhlášením. To se stalo 31. března 1146 na sněmu ve Vézelay, kde také Ludvík přijal kříž. Na rozdíl od první křížové výpravy se Bernardova výzva neobracela na lid, ale především na vládce a elitu bojovníků.
| „            | ... francouzský král Ludvík, pohnut kázáním opata z Clairvaux, ... první ze všech přijal s přemnohými vévody, hrabaty, velmoži a barony své země kříž na výpravu za moře. | “ |
| — Vincentius | |   |

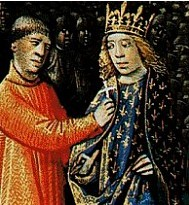
Ludvík přijímá kříž (středověká iluminace)

Spolu s králem se rozhodli vydat na křížovou výpravu i jeho bratr Robert z Dreux, toulouský hrabě Alfons Jordan, syn jednoho z vůdců první křížové výpravy Raimonda IV. z Toulouse, hrabě Vilém z Nevers, syn vůdce křížové výpravy v roce 1101, hrabě Jindřich ze Champagne, flanderský hrabě Dětřich, Amadeus Savojský a mnozí další. Svého švagra Rudolfa z Vermandois, francouzského senešala, společně s opatem Sugerem a remešským arcibiskupem Samsonem stanovil regenty království.
Francouzské vojsko se shromáždilo v polovině června v Metách. Spolu s králem vyrazila na cestu i jeho manželka Eleonora. K francouzskému vojsku se připojilo i 130 templářských rytířů, kteří se vydali na východ spolu s nejméně stejným počtem seržantů a služebných bratří. Cesta po pevnině probíhala bez problémů a v říjnu dorazilo francouzské vojsko ke Konstantinopoli. Křižáci pokračovali dále a počátkem listopadu dorazili k Nikaii, kde narazili na zbytky rozprášené německé výpravy Konráda III. Spojené vojsko pak už bez problému pokračovalo do Efezu.

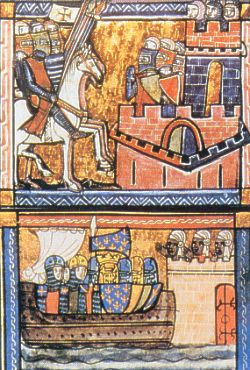
Ludvík VII. na druhé křížové výpravě (středověká iluminace)

Během výpravy se templářský řádový mistr ve Francii Evrard z Barrès stal jedním z hlavních rádců Ludvíka VII., který během výpravy svěřil templářům odpovědnost za ochranu vojska. V Attalii se Ludvík nalodil na byzantskou loď a nechal se dopravit do Svatého Symeona blízko Antiochie. Když v březnu 1148 dorazil král do Antiochie byl už tak zadlužen, že si musel od templářů půjčit peníze potřebné k pokračování výpravy. Během pobytu v Antiochii pojal Ludvík podezření o Eleonořině milostném románku s jejich hostitelem antiochijským knížetem Raimundem z Poitiers a násilím ji donutil pokračovat s ním ve výpravě.
Na rozdíl od Konráda III., který odplul z Akkonu už v září 1148, rozhodl se Ludvík s Eleonorou strávit zimu ve Svaté zemi. Jejich návrat zpátky do Evropy byl stejně bouřlivý jako celá křížová výprava. Z Palestiny vypluli po Velikonocích roku 1149 na lodích sicilského krále Rogera II. Každý z nich však plul na jiné lodi. Roger byl v té době ve válce s Byzancí. U pobřeží Peloponésu byla královnina loď zajata byzantským loďstvem, které zamířilo s Eleonorou do Konstantinopole. Teprve nový útok sicilské flotily vedl ke královninu osvobození. Mezitím na konci července Ludvíkova loď přistála v Kalábrii. Osvobozená královna směřovala na své lodi do Palerma. Manželé, kteří o sobě více než tři týdny neměli žádné zprávy, se znovu setkali až v září v Kalábrii, kde je Roger II. přijal s velkými poctami. Zde se také dověděli o smrti Raimunda z Poitiers v bitvě s Núr ad-Dínem. V důsledku strádání a prožitých emoci se Eleonořin zdravotní stav zhoršil natolik, že zpáteční cesta se musela konat na etapy s delší zastávkou v benediktinském klášteře Monte Cassino. Na území Itálie se setkali s papežem Evženem III., který se pokusil rozvaděný manželský pár usmířit. K břehům Seiny tak Ludvík s Eleonorou dorazili až v listopadu. Následujícího roku po návratu z výpravy se jim narodila dcera Alice. Její narození však už bylo jen labutí písní jejich manželství, které nezadržitelně spělo ke svému konci.

### Rozvod s Eleonorou

Francie v roce 1154

Po smrti opata Sugera už nic nebránilo Ludvíkovi v rozvodu s královnou Eleonorou. V březnu 1152 shromáždění arcibiskupů, biskupů a velmožů schválilo rozvod manželství z důvodu blízkého příbuzenství.
| „ | ... královi blízcí a příbuzní se shromáždili před králem, aby mu sdělili, že mezi ním a jeho ženou Eleonorou je pokrevní vztah, a slíbili to odpřísáhnout... | “ |

Skutečným důvodem však bylo vzájemné odcizení, ke kterému mezi manžely došlo a také to, že po patnácti letech manželství se král stále nedočkal dědice. Z manželství se totiž narodily jen dvě dcery Marie a Alix. Eleonora se po rozvodu vrátila do Akvitánie, aby už po dvou měsících uzavřela nový sňatek s Jindřichem z Anjou. Mnohem závažnější než to, že se Eleonora provdala bez králova svolení za Ludvíkova vazala bylo to, že se rýsoval vznik mohutné anjouské říše. Jindřichova matka Matylda (jako dcera anglického krále Jindřicha I.) totiž byla jednou z kandidátek na anglický trůn. Jindřich tak byl nejen normanským vévodou, hrabětem z Anjou, ale i hlavním kandidátem na anglický trůn po smrti Štěpána II. Ludvík se pokusil situaci zvrátit na svou stranu válečným tažením do Akvitánie, na němž jej podpořili jeho bratr Robert z Dreux, budoucí zeť Jindřich ze Champagne, syn anglického krále Eustach z Boulogne, ale i Jindřichův bratr Geoffroy a odpadlí šlechtici z Anjou. Přesto tažení skončilo neúspěšně a po smrti anglického krále Štěpána byli Jindřich a Eleonorou v prosinci 1154 korunováni arcibiskupem z Canterbury. Jejich majetky ve Francii tvořily uzavřenou enklávu a hrozilo, že kapetovské království bude zničeno.

### Touha po dědici
Roku 1153 se Ludvík oženil s kastilskou princeznou Konstancií, která mu po sedmiletém manželství povila pouze dvě dcery. Zemřela roku 1160 a Ludvík již pár týdnů po pohřbu oženil s Adélou ze Champagne, nevlastní sestrou svého budoucího zetě Jindřicha ze Champagne. Královo manželství s Adélou bylo roku 1165 požehnáno narozením syna. Filip, dlouze očekávaný dědic, pojmenovaný po pradědečkovi, se narodil po osmadvaceti letech od uzavření králova prvního manželství a z tohoto důvodu byl nazýván Božím darem.
V letech 1169–1170 král přijal roli prostředníka ve sporu mezi anglickým králem Jindřichem II. a arcibiskupem Tomášem Becketem. Ludvíkovi se podařilo dosáhnout vratkého kompromisu, který umožnil Becketův návrat do Anglie, kde byl ale po další eskalaci sporů 29. prosince 1170 před oltářem canterburské katedrály zavražděn.

### Závěr vlády a smrt
Korunovaci svého syna Filipa Ludvík VII. dlouho odkládal. Teprve když jej na podzim 1179 ranila mrtvice, po které ochrnul na polovinu těla, souhlasil s uskutečněním korunovačního ceremoniálu. Dne 1. listopadu 1179 byl králův syn korunován v katedrále v Remeši arcibiskupem Vilémem. Po necelém roce 18. září 1180 Ludvík VII. zemřel a byl pohřben v cisterciáckém klášteře Notre Dame de Barbeau u Fontainebleau, kde byl hrob jeho druhé ženy Konstancie Kastilské. Roku 1793 bylo opatství zničeno, mniši však stačili ukrýt královy ostatky do bezpečí a roku 1817 je nechal Ludvík XVIII. přesunout na tradiční kapetovské pohřebiště v Saint-Denis.

## Hodnocení vlády
Zatímco současníci na Ludvíkovi oceňovali mnoho chvályhodných vlastností, historici projevovali méně nadšení. Často jej líčili jako bezbarvou nulu pod vlivem svého okolí. Nejdříve Eleonory Akvitánské, později opata Sugera a nakonec Bernarda z Clairvaux, pod jejichž vlivem vedl politická jednání i války. Historici mu také vyčítali nebezpečné důsledky jeho chyb, když dopustil vznik „anjouovského impéria“. Podle Yvese Sassiera nebyl Ludvík nikdy obdivován pro politickou prozíravost, ale byl ceněn pro svou čestnou povahu a zbožnost. Stejně i Marcel Pacaut uvádí, že ve druhé polovině své vlády dokázal být Ludvík velmi rozhodný a podařilo se mu upevnit moc v královské doméně.

## Potomci
I. manželka Eleonora Akvitánská
- Marie
- Alice

II. manželka Konstancie Kastilská
- Markéta
- Adéla

III. manželka Adéla ze Champagne
- Filip II. August
- Anežka

## Vývod z předků
|                         |                         |  |                 |                        |  |  |  |  |  |  |  | Robert II. Francouzský |
|                         |                         |  |                 |                        |  |  |  |  |  |  |  |                        |
|                         | Jindřich I. Francouzský |  |                 |                        |  |  |  |  |  |  |  |                        |
|                         |                         |  |                 |                        |  |  |  |  |  |  |  |                        |
|                         |                         |  |                 | Konstancie z Arles     |  |  |  |  |  |  |  |                        |
|                         |                         |  |                 |                        |  |  |  |  |  |  |  |                        |
|                         | Filip I. Francouzský    |  |                 |                        |  |  |  |  |  |  |  |                        |
|                         |                         |  |                 |                        |  |  |  |  |  |  |  |                        |
|                         |                         |  |                 | Jaroslav I. Moudrý     |  |  |  |  |  |  |  |                        |
|                         |                         |  |                 |                        |  |  |  |  |  |  |  |                        |
|                         | Anna Kyjevská           |  |                 |                        |  |  |  |  |  |  |  |                        |
|                         |                         |  |                 |                        |  |  |  |  |  |  |  |                        |
|                         |                         |  |                 | Ingegerda Švédská      |  |  |  |  |  |  |  |                        |
|                         |                         |  |                 |                        |  |  |  |  |  |  |  |                        |
|                         | Ludvík VI. Francouzský  |  |                 |                        |  |  |  |  |  |  |  |                        |
|                         |                         |  |                 |                        |  |  |  |  |  |  |  |                        |
|                         |                         |  |                 | Dirk III. Holandský    |  |  |  |  |  |  |  |                        |
|                         |                         |  |                 |                        |  |  |  |  |  |  |  |                        |
|                         | Floris I. Holandský     |  |                 |                        |  |  |  |  |  |  |  |                        |
|                         |                         |  |                 |                        |  |  |  |  |  |  |  |                        |
|                         |                         |  |                 | Othelindis Saská       |  |  |  |  |  |  |  |                        |
|                         |                         |  |                 |                        |  |  |  |  |  |  |  |                        |
|                         | Berta Holandská         |  |                 |                        |  |  |  |  |  |  |  |                        |
|                         |                         |  |                 |                        |  |  |  |  |  |  |  |                        |
|                         |                         |  |                 | Bernard II. Saský      |  |  |  |  |  |  |  |                        |
|                         |                         |  |                 |                        |  |  |  |  |  |  |  |                        |
|                         | Gertruda Saská          |  |                 |                        |  |  |  |  |  |  |  |                        |
|                         |                         |  |                 |                        |  |  |  |  |  |  |  |                        |
|                         |                         |  |                 | Eilika ze Schweinfurtu |  |  |  |  |  |  |  |                        |
|                         |                         |  |                 |                        |  |  |  |  |  |  |  |                        |
| Ludvík VII. Francouzský |                         |  |                 |                        |  |  |  |  |  |  |  |                        |
|                         |                         |  |                 |                        |  |  |  |  |  |  |  |                        |
|                         |                         |  | Ota I. Savojský |                        |  |  |  |  |  |  |  |                        |
|                         |                         |  |                 |                        |  |  |  |  |  |  |  |                        |
|                         | Amadeus II. Savojský    |  |                 |                        |  |  |  |  |  |  |  |                        |
|                         |                         |  |                 |                        |  |  |  |  |  |  |  |                        |
|                         |                         |  |                 | Adéla ze Susa          |  |  |  |  |  |  |  |                        |
|                         |                         |  |                 |                        |  |  |  |  |  |  |  |                        |
|                         | Humbert II. Savojský    |  |                 |                        |  |  |  |  |  |  |  |                        |
|                         |                         |  |                 |                        |  |  |  |  |  |  |  |                        |
|                         |                         |  |                 | Gerold II. z Ženevy    |  |  |  |  |  |  |  |                        |
|                         |                         |  |                 |                        |  |  |  |  |  |  |  |                        |
|                         | Jana Ženevská           |  |                 |                        |  |  |  |  |  |  |  |                        |
|                         |                         |  |                 |                        |  |  |  |  |  |  |  |                        |
|                         |                         |  |                 | Gisela                 |  |  |  |  |  |  |  |                        |
|                         |                         |  |                 |                        |  |  |  |  |  |  |  |                        |
|                         | Adéla z Maurienne       |  |                 |                        |  |  |  |  |  |  |  |                        |
|                         |                         |  |                 |                        |  |  |  |  |  |  |  |                        |
|                         |                         |  |                 | Renaud I. Burgundský   |  |  |  |  |  |  |  |                        |
|                         |                         |  |                 |                        |  |  |  |  |  |  |  |                        |
|                         | Vilém I. Burgundský     |  |                 |                        |  |  |  |  |  |  |  |                        |
|                         |                         |  |                 |                        |  |  |  |  |  |  |  |                        |
|                         |                         |  |                 | Adéla Normandská       |  |  |  |  |  |  |  |                        |
|                         |                         |  |                 |                        |  |  |  |  |  |  |  |                        |
|                         | Gisela Burgundská       |  |                 |                        |  |  |  |  |  |  |  |                        |
|                         |                         |  |                 |                        |  |  |  |  |  |  |  |                        |
|                         |                         |  |                 | Bernard II. z Bigorre  |  |  |  |  |  |  |  |                        |
|                         |                         |  |                 |                        |  |  |  |  |  |  |  |                        |
|                         | Štěpánka Burgundská     |  |                 |                        |  |  |  |  |  |  |  |                        |
|                         |                         |  |                 |                        |  |  |  |  |  |  |  |                        |
|                         |                         |  |                 | Klementína             |  |  |  |  |  |  |  |                        |
|                         |                         |  |                 |                        |  |  |  |  |  |  |  |                        |